# Uromyrtus australis
Uromyrtus australis es un pequeño árbol que cerca y en el  Parque nacional Nightcap, Nueva Gales del Sur, Australia. Es una especie en peligro de extinción. El follaje delicado, flores rosas y su fruto atractivo lo convierten en un árbol particularmente hermoso.

## Descripción
Uromyrtus australis, conocido como el mirto durazno (peach myrtle) alcanza una altura de 12 metros y un diámetro en el tallo de 15 cm.
La corteza es escamosa y café. La corteza muerta es delgada. El tronco es cilíndrico pero con frecuencia torcido.
Las hojas son opuestas y enteras. De 2.5 a 4.5 cm de largo, y se estrechan hacia la punta. Brillosas en el haz pero opacas en el envés. Las hojas tiernas son rojas brillosas y tienen vellos blancos. Las hojas tienen puntitos aceitosos oscuros. Las ramas jóvenes tienen vellos blancos pero se hacen lisas con la edad.
Los tallos de las hojas miden de 2 a 3 mm de largo, los vellos sedosos se encuentran solo en las hojas jóvenes. Solo la vena central es prominente tanto en el haz como en el envés, las venas laterales son oscuras, elevadas en el haz pero hundidas en el envés. No tiene vena intramarginal.
Flores blancas aparecen entre noviembre y diciembre, tornándose rosa profundo. El fruto es una baya negra; de forma globular. De 5 a 8 mm de diámetro con una o dos celdas, con dos semillas en cada una. El fruto está maduro de abril a julio. Después de remover el arilo, la germinación empieza después de dos meses sin mucha dificultad.

## Hábitat
Tiene un rango restringido asociado a una gran pluviosidad y el palo satinado en bosques templados a una altitud entre los 400 a 770 metros sobre el nivel del mar.